# 랄레노크 유나이티드 FC
랄레노크 유나이티드 FC는 동티모르의 축구단이다. 현재 LFA 프리메이라에 참가하고 있다.

## 우승
- LFA 프리메이라: 2019
- 타사 12 데 노벰브로: 2019
- LFA 수페르 타사: 2019
- 코파 FFTL: 2020

## 선수 명단

### 현역
참고: FIFA 자격 규정에 따라 소속된 국가대표팀 국기를 표시합니다. 선수는 복수의 FIFA 비회원국 국적을 가지고 있을 수 있습니다.
| 번호 | 포지션 | 국적 | 이름   |
| ---- | ------ | ---- | ------ |
| -    | FW     |      | 이탈로 |

| 번호 | 포지션 | 국적 | 이름 |
| ---- | ------ | ---- | ---- |